# الثنية (الكرك)
الثنية من أقدم قرى الكرك. يوجد بها بقايا مباني رومانية قديمة، وأطلال لكنيسة بالعهد الروماني. 